# خورخي ألبرتو فارغاس
خورخي ألبرتو فارغاس هو لاعب كرة قدم إكوادوري، ولد في 30 يناير 1981 في Santa Rosa ‏ في الإكوادور. لعب مع إل. دي. يو. كيتو.